# 파브리카 데 수에뇨스
《파브리카 데 수에뇨스》(스페인어: Fábrica de sueños)는 멕시코의 앤솔러지 텔레비전 프로그램이다.

## 텔레노벨라스
- 라 우수르파도라(La usurpadora)
- 쿠나 데 로보스(Cuna de lobos)
- 루비(Rubí)